# Peter Magubane
Peter Sexford Magubane (Vrededorp, 18 de junio de 1932-1 de enero de 2024) fue un fotógrafo sudafricano y activista contra el apartheid. También fue el fotógrafo personal del presidente Nelson Mandela.

## Biografía
Peter Magubane nació en Vrededorp (ahora Pageview), un suburbio de Johannesburgo. Sus primeras fotografías fueron tomadas con una cámara Kodak Brownie y datan de cuando era un colegial en el barrio de Sophiatown. Se incorporó a la revista Drum en 1954 como conductor y mensajero. Allí se convirtió en asistente del editor jefe y fotógrafo Jürgen Schadeberg. Patrocinado por este último, Peter Magubane realizó su primer reportaje fotográfico en 1955 sobre el Congreso Nacional Africano de ese año.
Tras ser rechazado de la Sociedad de Fotografía de Sudáfrica, en 1957 fundó la Sociedad Fotográfica Progresista con otros fotógrafos de la revista. Durante el primer Salón organizado por la nueva organización, Peter Magubane recibió el primer premio. En 1961, se convirtió en el primer fotógrafo negro en exponer su trabajo personal en Sudáfrica. Dos años después abandonó su país y se convirtió en fotógrafo autónomo. En 1964 se organizó una segunda exposición de su obra en la London School of Printing.
Fotografió muchos momentos de la historia de Sudáfrica, como el juicio de Nelson Mandela en Rivonia en 1964 o los acontecimientos de Sharpeville en 1960. Se instaló nuevamente en Sudáfrica en 1966. Aún dedicándose a informar sobre la actualidad de su país, dejó Drum en 1967 para convertirse en fotógrafo independiente. También trabajó para el Rand Daily Mail hasta 1980.
En 1969, lo enviaron a fotografiar una manifestación frente a la celda de Winnie Mandela. Fue arrestado, interrogado y puesto en régimen de aislamiento durante 586 días. Los cargos contra él fueron retirados en 1970, pero a Magubane se le prohibió tomar fotografías durante cinco años y tuvo que dejar su puesto en el Rand Daily Mail. En marzo de 1971, lo encerraron nuevamente en régimen de aislamiento, esta vez durante 98 días y luego lo encarcelaron durante seis meses por violar la sentencia. Se incorporó al diario en 1975. Tras informar sobre las revueltas de Soweto, fue encarcelado durante cuatro meses en agosto de 1976 y su casa fue incendiada.
En 2005, pasó una estancia en el hospital tras las heridas de bala recibidas durante un fuego cruzado policial en un funeral. En 2009, se convirtió en miembro honorario de la Royal Photographic Society de Londres. Abandonó el fotoperiodismo y se dedicó a la fotografía artística. Se centra en documentales relacionados con las costumbres ancestrales de la Sudáfrica posterior al apartheid.